# Empty song
「Empty song」（エンプティ ソング）は、GRAPEVINEの26枚目のシングルである。2014年11月19日にSPEEDSTAR RECORDSより発売された。

## 解説
- SPEEDSTAR RECORDS移籍後初となるシングル。正式なシングルとしては、「風の歌」以来4年振りのリリースとなる[1]。
- レコード会社の「移籍第1弾はロックな感じのを」というリクエストを受けて製作が行われた[1]。
- ジャムセッションで作られた曲がシングルになるのは「超える」以来であり、収録曲全てがセッションで作られた初の作品となった。また、シングルの収録曲が3曲になるのも「ジュブナイル」以来となる。
- 初回限定盤には、2014年5月19日にSHIBUYA-AXで行われた「IN A LIFETIME」ツアーより3曲のライブ映像と、「VIDEOVINE Vol.1」が収録されたDVDが付いている[2]。

## 収録曲
- 全作詞：田中和将/作曲：GRAPEVINE

1. Empty song
前述のレコード会社のリクエストがあった際、バンドの楽曲のストックに「ストレートなロック」のような曲が無かったため、新たにジャムセッションをしながら製作した[3]。歌詞に関しては、「リ・スタートにおけるむき出し感」を意識して書いたという[3]。
PVは、田中がストレッチャーで運び続けられる内容になっており、撮影も二日間かけて街中や海、山など様々な場所で行われた[4]。田中曰く「（PVで）初めて芝居をしましたね」とのこと[3]。
2. KOL
タイトルは「キックアウト ラヴァー」と読む[2]。「Empty song」と同時期に製作が行われた[5]。
メンバーは同曲を「ちょっと新しい感じですよね、うちのバンドの中でも（亀井）」、「ありそうでなかった感じ（田中）」と評しており[6]、田中はタイトル曲として同曲を推していた[6][5]。
西川によると「いかに情けない曲に出来るか」ということにすべてを費やして楽しみながら作った曲だという[6]。
3. 吹曝しのシェヴィ
前の2曲とは異なり、楽曲自体は前年から作られていたという[6]。
西川曰く「楽器があまり噛み合ってないようなアレンジ」になっているため、1回で固まったのを録るのが大変だったという[1]。

## 初回限定盤DVD
「IN A LIFETIME」LIVE at SHIBUYA AX 2014.05.19 – presented by 名盤ライブ -
1. いけすかない
2. スロウ
3. 光について

「VIDEOVINE Vol.1」

## 補足
1. 1 2 3  GRAPEVINE、移籍第1弾シングルがついに完成！  DAILY MUSIC
2. 1 2  Single「Empty song」トラック・リストとアートワーク GRAPEVINE公式サイト
3. 1 2 3  【インタビュー】GRAPEVINE、レーベル移籍、"くるりパイセン"との対バン語る! 　1/2 uP!!!
4. ↑  GRAPEVINE移籍後初となる全国ツアーがスタート、新曲「Empty song」MVも公開 2014年10月24日付 Musicman-NET
5. 1 2  GRAPEVINE、移籍後初シングルで掴んだ“新しい感触”を語る 「理想のバンド像に近づいている」 2/3 2014年11月17日付 Real Sound
6. 1 2 3 4  【インタビュー】GRAPEVINE、レーベル移籍、"くるりパイセン"との対バン語る! 　2/2 uP!!!